# Sallay Zoltán
Sallay Zoltán (Budapest, 1914. március 16. – Balatonszéplak, 1984. március 15.) magyar balettművész, érdemes művész (1963).

## Életpályája
A Magyar Állami Operaház balettiskolájában tanult, ahol Brada Ede tanítványa volt. 1929–1938 között a Magyar Állami Operaház balettegyüttesének tagja, 1938–1939 között címzetes magántáncosa, 1939–1967 között magántáncosa volt. Karrierje csúcsán az 1940-es években volt. 1967-ben vonult vissza. A II. világháború alatt szerzett lábsérülésének késői következményeként utolsó éveire tragikus betegség vetett árnyékot. 2003 óta a Magyar Állami Operaház örökös tagja.
Kivételes jellemábrázoló képessége miatt a repertoár legkülönfélébb szerepeit táncolta el. Petruskát alakított Jan Cieplinszky 1946-os betanításában, Ferkót a Keszkenőben, A fából faragott királyfi címszerepét, s a Bolero egyik férfifőszerepét is eltáncolta.
Sírja a Farkasréti temetőben látogatható (24/1-1-12).

## Színházi szerepei
A Színházi Adattárban regisztrált bemutatóinak száma: 17.
- Strauss: Cigánybáró....Szólótáncos
- Schubert–Berté: Három a kislány....Szólótáncos
- Strauss: Bécsi keringő....Táncos
- Lehár Ferenc: Víg özvegy....Szólótáncos
- Csajkovszkij: A hattyúk tava....A varázsló
- William Shakespeare: Szentivánéji álom....Bergamaszk táncosok
- Kenessey Jenő: Bihari nótája....Bihari János
- Csajkovszkij: Rómeó és Júlia....Rómeó
- Bartók Béla: A csodálatos mandarin....A három csavargó
- Ravel: Bolero....
- Szabó Ferenc: Ludas Matyi....Botos
- Aszafjev: Párizs lángjai....Márki
- Milhaud: Francia saláta....A doktor

### További színházi szerepei
- Cieplinski: Az infánsnő születésnapja....Törpe
- Harangozó Gyula: Térzene....Költő
- Zaharov: A bahcsiszeráji szökőkút....Girej
- Harangozó Gyula: Coppélia....Coppélius
- Harangozó Gyula: A háromszögletű kalap....Molnár
- Cieplinski: Coppélia....Ferenc
- Cieplinski: Játékdoboz....Néger

## Díjai
- Érdemes művész (1963)